# Xã Deer Creek, Quận Henry, Missouri
Xã Deer Creek (tiếng Anh: Deer Creek Township) là một xã thuộc quận Henry, tiểu bang Missouri, Hoa Kỳ. Năm 2010, dân số của xã này là 406 người.